# فراس الشوملي
فراس الشوملي (4 مايو1971-) هو سياسي فلسطيني، مواليد بيت لحم. تلقى تعليمه في مدارس بيت ساحور، وحصل على الثانوية العامة عام 1990، نال درجة البكالوريوس في الإدارة والمحاسبة من جامعة القاهرة عام 1994. عمل في مجال التدفئة والتكييف، ثم مديرًا للمبيعات في شركة للعائلة. انتخب عضواً في مؤتمري الحركة السادس والسابع، وعضو المجلس الثوري لحركة فتح عام 2016، وعضو لجنة التنسيق الفصائل في محافظة بيت لحم.

## حياته
انضم فراس أنطون الشوملي لحركة فتح عام 1987، ونفَّذ فعاليات وطنية إبان الانتفاضة الأولى، اعتقله الاحتلال عام 1990 ومرة ثانية عام 1993، وأصيب مرتين، وقُصف بيته، ومُنع من السفر مدة 3 سنوات. تولى مناصب تنظيمية داخل الحركة، فكان مسؤول الشبيبة في بيت ساحور، ثم عضو لجنة تنظيمية للشبيبة على مستوى محافظة بيت لحم، وأمينًا لسر التنظيم في بيت ساحور لمدة عامين، وعضو لجنة إقليم بيت لحم ونائبا لأمين سر الإقليم.
يتبنى الشوملي فكرًا سياسيًا يقوم على الانتماء للعروبة وفلسطين، ويرى أن القضية الفلسطينية لن تنتهي قريبًا، والصراع طويل وسيستمر ما دام الشعب الفلسطيني متواجدا على هذه الأرض، ويجب أن يحصل الشعب الفلسطيني على حقوقه وفق قرارات الشرعية الدولية، ويرى بأن اتفاق أوسلو نتاج لوضع عربي ودولي في غير صالح القضية الفلسطينية، ويعتبر أن ما جرى في غزة عام 2007 انقلاب تتحمل حركة حماس مسؤوليته، ويأمل أن تتم الوحدة الوطنية، ويرى أن على الجميع الاشتراك في صنع القرار الفلسطيني والمشاركة في منظمة التحرير والمجلس الوطني. 